# Francuska na Olimpijskim igrama 2016.
Francuska je nastupila na Ljetnim olimpijskim igrama 2016. u Brazilu. 

## Jahanje
Kompletni francuski jahački tim se kvalificirao za OI 2016. na svjetskom prvenstvu u jahanju 2014.
- Ekipna dresura
- Ekipno preskakanje prepreka

## Jedrenje
- Muški RS:X
- Muški laser
- Muški finn
- Muški 470
- Muški 49er
- Ženski RS:X
- Ženski laser radial
- Ženski 470
- Ženski 49erFX
- Miješano - Nacra 17

## Rukomet

### Muški
Francuska rukometna reprezentacija se kvalificirala za OI 2016. osvojivši Svjetsko prvenstvo u rukometu 2015. u Kataru.
- Muška rukometna reprezentacija - 14 igrača

## Streljaštvo
Troje francuskih streljača se kvalificiralo za OI 2016. na svjetskom prvenstvu u streljaštvu 2014.
- Muški MK puška 10m
- Muški skit
- Ženski MK pištolj 25m